# Dorfkirche Oberstadt

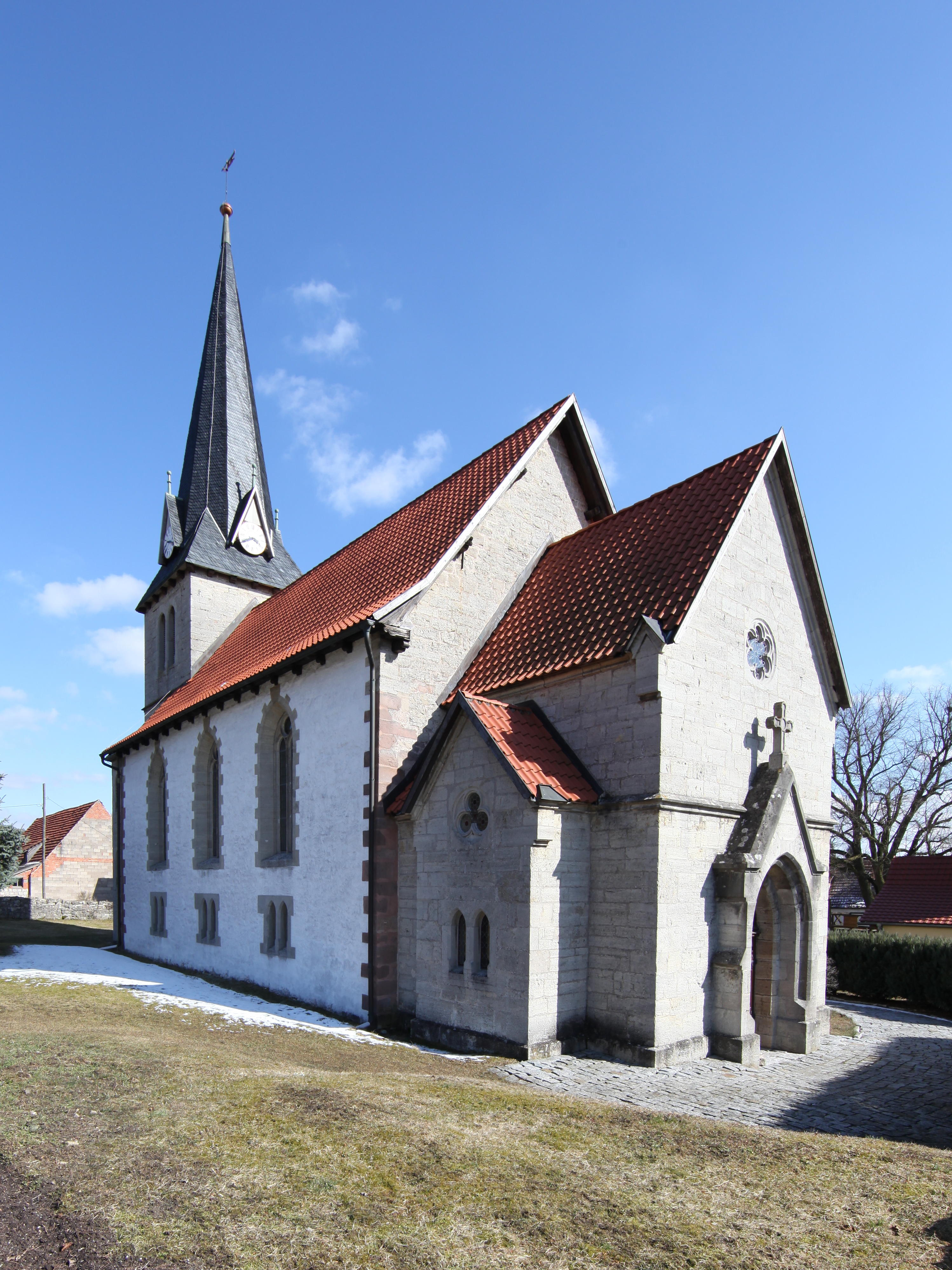
Evangelisch-lutherische Kirche

Die denkmalgeschützte evangelisch-lutherische Dorfkirche Oberstadt steht in der Gemeinde Oberstadt im Landkreis Hildburghausen in Thüringen.
1380 ist erstmals eine Kirche im Ort erwähnt. Ein 1608 vollendeter Nachfolgebau wurde 1716 grundlegend erneuert, brannte allerdings 1885 bis auf die Steinmauern und Teile des Kirchturms ab. So wurde 1887 eine neue Kirche im neugotischen Stil errichtet.
Das als Zwillingsfenster gestaltete Altarfenster, das die Kindersegnung durch Jesus darstellt, wird der Werkstatt der Gebrüder Burckhardt, München, zugeschrieben. Im Inneren wurden die begehbaren Grabgewölbe mit Epitaphien der lokalen Adelsfamilien aus der Vorgängerkirche um 1850 vermauert. Die zweimanualige Orgel wurde vermutlich im Jahr 1887 vom Orgelbauer Theodor Kühn aus Schmiedefeld erbaut.